# Термінал ЗПГ Хазіра
Термінал ЗПГ Хазіра — інфраструктурний об‘єкт для прийому та регазифікації зрідженого природного газу, розташований на західному узбережжі Індії в штаті Гуджарат.
На початку 21 століття в Індії виникла тенденція до дефіциту природного газу, для покриття якого почали імпорт ЗПГ. Останній надходить через термінали, другим з яких став об'єкт у Хазірі на східному узбережжі Камбейської затоки. Вибір цього місця був обумовлений наявністю газотранспортного коридору Хазіра – Віджайпур, що у підсумку надає доступ до споживачів у штатах Мадг'ья-Прадеш, Хар'яна, Пенджаб, Уттар-Прадеш та столичної території Делі. Крім того, повз Хазіру проходять газопроводи Дахедж — Дабхол (прокладений для поставок у південному напрямку) та Схід — Захід (споруджувався для транспортування блакитного палива у північному напрямку).
Будівництво термінала Хазіра розпочалось в 2001-му, перша черга стала до ладу в 2005-му, а через рік за нею запустили другу. Загальна потужність термінала становить 5 млн.т ЗПГ на рік (7 млрд.м3), при цьому для зберігання ЗПГ встановили два резервуари об'ємом по 160000 м3.
Розвантаження газових танкерів забезпечує пірс завдовжки 1,5 км, який може обслуговувати судна з вантажоємністю до 145000 м3. Термінал знаходиться в порту Хазіра, що також здійснює перевалку інших вантажів та має захищену гавань для суден з осадкою до 11,5 метрів.
До зовнішньої газотранспортної мережі термінал приєднується через трубопровід завдовжки 17 км, що сполучає його з газовим хабом Мора.
На відміну від проєкту Дахедж, який розвивали місцеві компанії, власниками термінала Хазіра є міжнародні нафтогазові гіганти — Shell (74 %) та Total (26 %).
З урахуванням дедалі більшого попиту на газ в Індії, було заплановано збільшення потужності термінала до 7,5 млн.т на рік.